# Cyprinodon tularosa
Espèce
Statut de conservation UICN

 EN B1ab(ii,iii,iv,v)+2ab(ii,iii,iv,v) : En danger
Cyprinodon tularosa est une espèce de poissons de la famille des Cyprinodontidae.

## Répartition et habitat
Cette espèce est endémique du bassin Tularosa (en) dans le sud du Nouveau-Mexique aux États-Unis. Elle vit dans des eaux claires et peu profondes. La végétation aquatique est composée de Scirpus, Ruppia, Potamogeton, Typha, Eleocharis et Characeae.